# Kinect Héros : Une aventure Disney-Pixar
Kinect Héros : Une aventure Disney-Pixar (Kinect Rush: A Disney-Pixar Adventure) est un jeu vidéo de plates-formes développé par Asobo Studio et édité par Microsoft Studios, sorti en 2012 sur Xbox 360.
Le jeu ressort en 2017 sur Windows et Xbox One.
Le jeu met en scène les univers des films Là-haut, Toy Story, Toy Story 2, Toy Story 3, Les Indestructibles, Cars, Cars 2 et Ratatouille.

## Accueil
- Famitsu : 32/40 (X360)[1]
- Jeuxvideo.com : 13/20 (X360)[2] - 13/20 (XBO)[3]